# Simandre-sur-Suran
Simandre-sur-Suran es una comuna francesa del departamento de Ain, en la región de Auvernia-Ródano-Alpes. Pertenece a la comunidad de aglomeración del Bassin de Bourg-en-Bresse.

## Demografía
| 489 | 445 | 402 | 500 | 574 | 638 | 652 | 694 |
| Para los censos de 1962 a 1999 la población legal corresponde a la población sin duplicidades (Fuente: INSEE [Consultar]) |     |     |     |     |     |     |     |